# Іллюхівка
Іллюхівка — колишнє село в Валківському районі Харківської області, підпорядковувалося Гонтово-Ярській сільській раді.
1987 року в селі проживало 20 людей. 1997 року приєднане до села Кузьмівка.
Іллюхівка знаходилася біля витоків річки Мжа, за 1,5 км — село Кузьмівка, поруч розміщений лісовий масив.

## Принагідно
- Перелік актів, за якими проведені зміни в адміністративно-територіальному устрої України
- Історія міст і сіл УРСР
- Мапіо